# Guy Verrier
Guy Verrier, né le 28 juillet 1928 à Salins-les-Bains et mort le 30 octobre 2019 à Cancún au Mexique, est un ancien judoka, boxeur, catcheur et pilote automobile français, de rallye et sur circuits.

## Biographie
Guy Verrier commence la pratique du judo au Cercle Sportif de Ju-jitsu, 17, rue Mesnil à Paris en 1943 avec Jean Andrivet comme premier professeur, qui lui donne alors le goût de la compétition.
Il est champion de France Junior en 1946, avec la ceinture bleue. 
En 1947, il devient le 65e français à obtenir la ceinture noire.
En 1948, il acquiert le titre de champion de France toutes catégories, en battant en finale Jean de Herdt.
En 1952, il est capitaine de l'équipe de France, champion de France toutes catégories, champion d'Europe toutes catégories et par équipes. Il met fin à sa carrière de judoka en 1953, avec le niveau de 4e Dan remis précédemment par Maitre Mikinosuke Kawaishi.
Guy Verrier était considéré comme un judoka à la rapidité foudroyante alliée à une force étonnante (108 kg). 
Il est ensuite professeur de ski nautique et moniteur dans une école de conduite, puis devient chef-développeur et pilote d'essai chez Alpine de 1963 à 1966 pour les projets M63, M64 et A210, et par la suite directeur de la Fédération française du sport automobile durant les années 1970.
Sa carrière en sport automobile s'étale de 1959 à 1973, répartie entre Citroën (de 1960 à 1967, engagé par René Cotton alors responsable du département Sport de la marque comme copilote, puis pilote officiel à partir de la fin de l'année 1961) et Lancia France (entre 1967 et 1969). Doté d'une condition physique appropriée aux efforts en conditions d'endurance, il participe notamment à sept reprises au Rallye Safari du Kenya et au Tour de France automobile, ainsi qu'à neuf reprises aux 24 Heures du Mans (de 1962, avec l'ingénieur Bernard Boyer de Matra, à 1975, alors sur Porsche 911 Carrera RS), terminant 11e en 1971 (Porsche 2246 F6) et 12e en 1966 (Renault Gordini T58A). Au milieu des années 1970, il participe également au championnat de France des voitures de Production, en catégorie 1,6 L (sur Audi 80 GTE). 
En 1980, en tant que responsable sportif de Citroën Compétition (Citroën Racing), il crée le Trophée Total Visa International et il lance l'idée d'un engagement de la marque en WRC, pour commencer avec ses Citroën Visa.

## Carrière sportive (ordre chronologique)

### Judo
- Champion de France  toutes catégories : 1948 et 1952;
- Champion d'Europe toutes catégories (Open): 1952 (2e édition, organisée à Paris);
- Champion d'Europe par équipes: 1952 (notamment avec Henri Courtine et Bernard Pariset, et aussi avec Jacques Belaud et André Collonges);

### Catch
- Catcheur professionnel durant un an;

### Bobsleigh
- Membre de l'équipe de France;

### Automobile
- Challenge Shell, en 1968;

### Victoire sur circuit
- Coupes de Paris (A.G.A.C.I. 300) à Montlhéry en 1968, associé à Gérard Larrousse, sur Alfa Romeo Tipo 33 (T33/2 V8);

### Victoires et podiums en rallye
Copilote:
- Rallye des Tulipes, en 1960 (copilote de René Trautmann, sur Citroën ID 19 en Championnat d'Europe des rallyes);

Pilote:
- Rallye Bayonne-Côte basque en 1968, sur Alfa Romeo Giulia GTA;
- Tour de France automobile: vainqueur de classe en 1969 (1,6 L) et en 1972 (Groupe 1); 
  - 2e du rallye du Maroc en 1969, sur  Citroën DS 21;
  - 3e du rallye de Genève en 1968, sur Alfa Romeo Giulia GTA  (4e en 1966);
  - 4e du tour de Corse en 1963 (copilote de Johnny Rives, sur Citroën ID 19);
  - 5e du tour de France en 1960 (avec Jacques Badoche, sur Citroën ID 19);
  - 6e du rallye de Côte d'Ivoire en 1973;
  - 7e du Rallye Monte-Carlo en 1966;
  - 8e du rallye du Kenya, en 1965;

(NB: il a également participé au Rallye de la Coupe du Monde Londres-Mexico, en 1970 sur DS; bras de suspension arrière arraché avant Lima)

### Victoire en course sur glace
- 1re Ronde Hivernale Internationale de Chamonix, sur DS 21.